# Arewis
Arewis – wieś w Armenii, w prowincji Sjunik. W 2011 roku liczyła 54 mieszkańców.